# Ambassade de France au Soudan
L'ambassade de France au Soudan est la représentation diplomatique de la République française auprès de la république du Soudan. Elle est située à Khartoum, la capitale du pays, et son ambassadrice est, depuis 2021, Raja Rabia.

## Ambassade
L'ambassade est située à Khartoum. Elle accueille aussi une section consulaire.

## Ambassadeurs de France au Soudan
| De   | À    | Ambassadeur           |
| ---- | ---- | --------------------- |
| 1956 | 1959 | Christian Auboynneau  |
| 1959 | 1963 | Jacques Dumarçay      |
| 1963 | 1968 | Jean Royère           |
| 1968 | 1970 | Marc Pofilet          |
| 1970 | 1975 | Henri Costilhes       |
| 1975 | 1978 | Jean-Pierre Campredon |
| 1978 | 1980 | Henri Dumont          |
| 1980 | 1984 | Robert Hourcaillou    |
| 1984 | 1986 | Charles Jeantelot     |
| 1986 | 1989 | Pierre Blouin         |
| 1989 | 1992 | Marcel Laugel         |
| 1992 | 1994 | Claude Losguardi      |
| 1994 | 2000 | Michel Raimbaud       |
| 2000 | 2004 | Dominique Renaux      |
| 2004 | 2008 | Christine Robichon    |
| 2008 | 2013 | Patrick Nicoloso      |
| 2013 | 2017 | Bruno Aubert (tr)     |
| 2017 | 2021 | Emmanuelle Blatmann   |
| 2021 | auj. | Raja Rabia            |

## Consulat

### Communauté française
Au 31 décembre 2016, 251 Français sont inscrits sur les registres consulaires au Soudan.
| 2001 | 2002 | 2003 | 2004 |
| ---- | ---- | ---- | ---- |
| 174  | 196  | 218  | 240  |

| 2005 | 2006 | 2007 | 2008 |
| ---- | ---- | ---- | ---- |
| 304  | 341  | 375  | 331  |

| 2009 | 2010 | 2011 | 2012 |
| ---- | ---- | ---- | ---- |
| 231  | 249  | 225  | 222  |

| 2013 | 2014 | 2015 | 2016 |
| ---- | ---- | ---- | ---- |
| 209  | 212  | 239  | 251  |

### Circonscriptions électorales
Depuis la loi du 22 juillet 2013 réformant la représentation des Français établis hors de France avec la mise en place de conseils consulaires au sein des missions diplomatiques, les ressortissants français d'une circonscription recouvrant l'Éthiopie, le Soudan et le Soudan du Sud élisent pour six ans un conseiller consulaire. Ce dernier a trois rôles : 
1. il est un élu de proximité pour les Français de l'étranger ;
2. il appartient à l'une des quinze circonscriptions qui élisent en leur sein les membres de l'Assemblée des Français de l'étranger ;
3. il intègre le collège électoral qui élit les sénateurs représentant les Français établis hors de France.

Pour l'élection à l'Assemblée des Français de l'étranger, le Soudan appartenait jusqu'en 2014 à la circonscription électorale du Caire, comprenant aussi l'Égypte et le Soudan du Sud, et désignant deux sièges. Le Soudan appartient désormais à la circonscription électorale « Afrique centrale, australe et orientale » dont le chef-lieu est Libreville et qui désigne cinq de ses 37 conseillers consulaires pour siéger parmi les 90 membres de l'Assemblée des Français de l'étranger.
Pour l'élection des députés des Français de l’étranger, le Soudan dépend de la 10e circonscription.